# Pallacanestro Cantù 2008-2009
Questa voce raccoglie le informazioni riguardanti la Pallacanestro Cantù nelle competizioni ufficiali della stagione 2008-2009.

## Stagione
La stagione 2008-2009 della Pallacanestro Cantù, sponsorizzata NGC Medical, è la 52ª nel massimo campionato italiano di pallacanestro, la Serie A.

## Roster
| Giocatori |
| --------- |

|    | Naz.                                       | Ruolo | Sportivo            | Anno | Alt. | Peso |  |
| -- | ------------------------------------------ | ----- | ------------------- | ---- | ---- | ---- |  |
| 4  | Italia (bandiera)                          | PG    | Giacomo Bloise      | 1990 | 183  | 70   |  |
| 5  | Stati Uniti (bandiera)                     | P     | Sundiata Gaines     | 1986 | 185  | 95   |  |
| 7  | Italia (bandiera)                          | AC    | Joel Zacchetti      | 1982 | 208  | 105  |  |
| 8  | Stati Uniti (bandiera)                     | G     | Jason Rich          | 1986 | 191  | 94   |  |
| 9  | Italia (bandiera)                          | P     | Simone Berti        | 1985 | 196  | 86   |  |
| 10 | Francia (bandiera)                         | A     | Hervé Touré         | 1982 | 203  | 100  |  |
| 11 | Stati Uniti (bandiera) · Italia (bandiera) | P     | Anthony Giovacchini | 1979 | 188  | 83   |  |
| 12 | Uruguay (bandiera) · Italia (bandiera)     | G     | Nicolás Mazzarino   | 1975 | 181  | 88   |  |
| 15 | Italia (bandiera)                          | A     | Niccolò Squarcina   | 1983 | 202  | 97   |  |
| 16 | Lituania (bandiera)                        | C     | Tautvydas Lydeka    | 1983 | 208  | 115  |  |
| 19 | Italia (bandiera)                          | PG    | Paolo Meroni        | 1990 | 190  | 72   |  |
| 20 | Stati Uniti (bandiera)                     | GA    | B.J. Elder          | 1982 | 199  | 100  |  |
| 21 | Stati Uniti (bandiera)                     | C     | Kevinn Pinkney      | 1983 | 208  | 110  |  |
| 22 | Argentina (bandiera) · Italia (bandiera)   | G     | Patricio Prato      | 1979 | 194  | 91   |  |
| 23 | Stati Uniti (bandiera) · Italia (bandiera) | P     | Tony Binetti        | 1983 | 183  | 83   |  |
| -  | Italia (bandiera)                          |       | Nicola Brienza      |      |      |      |  |
| -  | Italia (bandiera)                          | G     | Alessandro Corno    | 1992 | 190  | 86   |  |
| -  | Italia (bandiera)                          | AG    | Giacomo Maspero     | 1992 | 202  | 90   |  |
| -  | Italia (bandiera)                          | AP    | Federico Pedalà     | 1990 | 195  | 85   |  |

| Staff tecnico               |
| --------------------------- |
| Allenatore: Luca Dalmonte   |
| Assistente: Nicola Brienza  |
| Assistente: Flavio Fioretti |

| Giocatori acquisiti a stagione in corso |
| --------------------------------------- |

|    | Naz.                                       | Ruolo | Sportivo                       | Anno | Alt. | Peso |  |
| -- | ------------------------------------------ | ----- | ------------------------------ | ---- | ---- | ---- |  |
| 23 | Stati Uniti (bandiera) · Italia (bandiera) | P     | Tony Binetti dal 26 novembre   | 1983 | 183  | 83   |  |
| 22 | Argentina (bandiera) · Italia (bandiera)   | G     | Patricio Prato dal 28 febbraio | 1979 | 194  | 91   |  |

| Giocatori ceduti a stagione in corso |
| ------------------------------------ |

|    | Naz.                                       | Ruolo | Sportivo                        | Anno | Alt. | Peso |  |
| -- | ------------------------------------------ | ----- | ------------------------------- | ---- | ---- | ---- |  |
| 23 | Stati Uniti (bandiera) · Italia (bandiera) | P     | Tony Binetti fino al 29 gennaio | 1983 | 183  | 83   |  |

 Legabasket: Dettaglio statistico (archiviato dall'url originale il 26 dicembre 2009)

## Mercato

### Sessione estiva
| Acquisti | Acquisti            | Acquisti            | Acquisti   |
| R.       | Nome                | da                  | Modalità   |
| -------- | ------------------- | ------------------- | ---------- |
| P        | Sundiata Gaines     | Georgia Bulldogs    | definitivo |
| AC       | Joel Zacchetti      | Amici Pall. Udinese | definitivo |
| G        | Jason Rich          | Fl. State Seminoles | definitivo |
| P        | Simone Berti        | Mens Sana Siena     | definitivo |
| P        | Anthony Giovacchini | Olimpia Milano      | definitivo |
| C        | Tautvydas Lydeka    | Igokea              | definitivo |
| AP       | B.J. Elder          | Pall. Biella        | definitivo |
| C        | Kevinn Pinkney      | Pall. Biella        | definitivo |

| Cessioni | Cessioni           | Cessioni       | Cessioni       |
| R.       | Nome               | a              | Modalità       |
| -------- | ------------------ | -------------- | -------------- |
| G        | Juan Marcos Casini | Boca Juniors   | fine contratto |
| P        | DaShaun Wood       | Pall. Treviso  | fine contratto |
| AP       | Denham Brown       | Dakota Wizards | fine contratto |
| G        | Gerald Fitch       | Free agent     | fine contratto |
| C        | Torin Francis      | A.E. Larissa   | fine contratto |
| C        | Povilas Čukinas    | Barons Rīga    | fine contratto |
| AG       | Federico Lestini   | Virtus Bologna | fine prestito  |